# Nhà Triệu
Nhà Triệu (tiếng Trung: 趙朝; Hán-Việt: Triệu triều; bính âm: Zhào cháo) là triều đại duy nhất cai trị nước Nam Việt (ngày nay gồm 1 phần của Miền Nam Trung Quốc và Miền Bắc Việt Nam) suốt giai đoạn 204–111 trước Công nguyên (TCN).
Nguồn gốc của nhà Triệu bắt nguồn từ Triệu Đà, một võ tướng của nhà Tần theo lệnh Tần Thủy Hoàng dẫn quân xuống chinh phạt phía Nam sông Trường Giang (khi đó là lãnh thổ của các bộ tộc Bách Việt). Ông chiếm được nhiều vùng lãnh thổ (bao gồm cả Quảng Đông và Quảng Tây), nhưng nhà Tần ở Trung Hoa đã diệt vong. Nhận thấy triều đình trung ương đã sụp đổ, Triệu Đà bèn tách ra cát cứ, dùng những lãnh thổ ông chiếm được để lập nên nước Nam Việt, sau đó thôn tính nước Âu Lạc (ngày nay là Việt Nam). Sau khi nhà Hán làm chủ Trung Hoa, khi về già, Triệu Đà đã quyết định bỏ việc xưng Đế, quy phục nhà Hán (nhưng vẫn xưng Hoàng đế ở trong Nam Việt). Triệu Đà viết thư gửi cho vua Hán, trong thư Triệu Đà đã công nhận rằng mình là người Trung Hoa, nhà Triệu chỉ là chư hầu phục vụ cho nhà Hán, thay mặt hoàng đế Đại Hán để cai trị phía Nam, bản thân ông cũng chỉ coi người Việt là đám "Man Di" hạ đẳng mà thôi.

## Lịch sử
Toàn bộ về lịch sử nhà Triệu được chép đầu tiên bởi Sử ký nhà Hán, được đề cập chủ yếu trong phần Liệt truyện, quyển 113: Biên niên sử Nam Việt (南越列傳). Nó lưu lại các thông tin về nước Nam Việt từ thời Triệu Đà cho đến khi cáo chung dưới thời Triệu Dương Vương.
Nhà Triệu trải 5 đời vua, trong các văn bản gửi nhà Hán thì họ đều xưng là "vương" (tước hiệu dành cho vua chư hầu). Do vậy, các sử gia Trung Hoa đều chỉ coi Nam Việt là phiên thuộc và chép các vua Nam Việt tước "vương", nhưng kết quả khai quật lăng mộ vua Triệu thứ hai cho thấy các ấn chương, văn bản và danh xưng đều là "đế" chứ không phải "vương". Điều đó gây bất ngờ với chính các sử gia Trung Hoa hiện đại. Như vậy, tước vương là tôn hiệu khi giao thiệp với nhà Hán, còn đối với các lân quốc khác và nội bộ trong nước thì vua Triệu xưng đế. Tông thất họ Triệu và nhiều lãnh tụ địa phương vẫn có nhiều người được phong vương.

### Tiền kỳ
- Chiến tranh Tần – Việt (218–206 TCN)

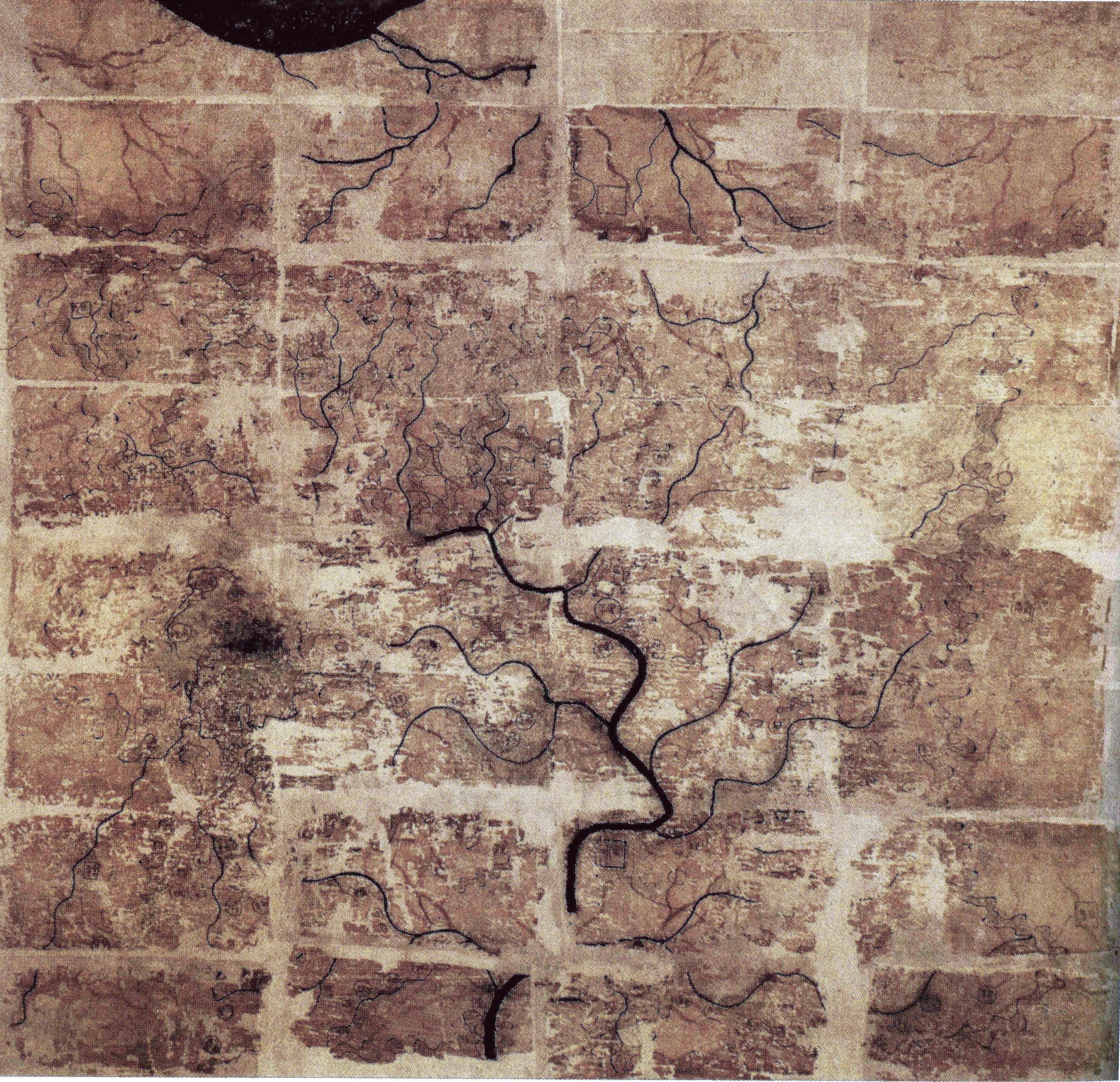
Tấm bản đồ bằng lụa ở mộ số 3 Mã Vương Đôi mô tả hai nước Trường Sa và Nam Việt.

Sau khi Tần Thủy Hoàng thống nhất 6 vương quốc cổ là Hàn, Triệu, Ngụy, Sở, Yên, Tề, ông bắt đầu hướng sự chú ý sang các bộ lạc người Hung Nô ở phía bắc và Bách Việt ở phía nam. Khoảng năm 218 TCN, Tần Thủy Hoàng sai tướng Đồ Thư cùng 500.000 quân Tần chia làm 5 đạo tấn công các bộ lạc Bách Việt ở vùng đất Lĩnh Nam.
- Đạo thứ nhất hợp binh ở Dư Can (nay là huyện Dư Can, tỉnh Giang Tây) và đánh chiếm Mân Việt lập ra quận Mân Trung.
- Đạo thứ nhì được tăng cường thêm tại Nam Dã (nay là huyện cấp thị Nam Khang, tỉnh Giang Tây) nhằm buộc các dân tộc Bách Việt ở phía nam phải phòng thủ.
- Đạo thứ ba đánh chiếm Phiên Ngung.
- Đạo thứ tư đồn trú gần núi Cửu Nghi (chữ Hán: 九嶷山).
- Đạo thứ năm đóng bên ngoài Đàm Thành (鐔城, phía tây nam Tĩnh Châu, tỉnh Hồ Nam ngày nay).[5]

Tần Thủy Hoàng sai viên quan Sử Lộc (史禄) giám sát việc quân nhu. Đầu tiên Sử Lộc chỉ huy một nhóm quân vượt qua kênh Hưng An (nối liền Tương giang và Li giang), sau đó dùng thuyền vượt sông Dương Tử và sông Châu Giang tìm được con đường an toàn tiếp tế lương thực cho quân Tần. Quân Tần sau đó tấn công Âu Việt, thủ lĩnh của Âu Việt là Dịch Hu Tống (譯吁宋) bị giết. Tuy nhiên, Âu Việt vẫn phản kháng. Họ trốn vào rừng và bầu ra một thủ lĩnh mới là Thục Phán để tiếp tục chống lại quân Tần. Sau đó một cuộc tấn công vào ban đêm của Âu Việt đã gây thiệt hại nặng cho quân Tần, tướng Đồ Thư bị giết cùng khoảng 10 vạn quân. Nhà Tần lại cử tướng Nhâm Ngao làm thống soái thay Đồ Thư. Năm 214 TCN, Nhâm Ngao đem viện quân mở một cuộc tiến công. Lần này Âu Việt bị tê liệt và phần lớn vùng Lĩnh Nam bị sáp nhập vào đất Tần. Cùng năm, nhà Tần lập ra các quận Nam Hải, Quế Lâm, và Tượng quận. Nhâm Ngao được bổ nhiệm làm Quận úy Nam Hải. Nam Hải được chia thành 4 huyện là Phiên Ngung, Long Xuyên, Bác La và Yết Dương. Triệu Đà được bổ nhiệm làm Huyện lệnh Long Xuyên. Tần Thủy Hoàng mất năm 210 TCN, con trai là Hồ Hợi lên thay trở thành Tần Nhị Thế. Một năm sau, khởi nghĩa Trần Thắng, Ngô Quảng nổ ra. Toàn bộ khu vực Hoàng Hà rơi vào hỗn loạn. Các cuộc nổi dậy ngày càng mạnh khiến Tần Nhị Thế phải bãi binh ở Lĩnh Nam. Năm 208 TCN, Quận úy Nam Hải là Nhâm Ngao bị bệnh nặng, khi hấp hối mới gọi Triệu Đà đến, dặn phải giữ lấy miền Lĩnh Nam mà cát cứ. Vâng lời ông, Triệu Đà gửi lệnh đến quan quân các cửa ngõ Lĩnh Nam, canh giữ phòng chống quân Trung Nguyên xâm phạm, và nhân dịp đó, giết hết những người còn phò tá nhà Tần ở Lĩnh Nam, cắt đặt lại những người thân tín của mình.
- Vũ đế khai quốc (203–137 TCN)

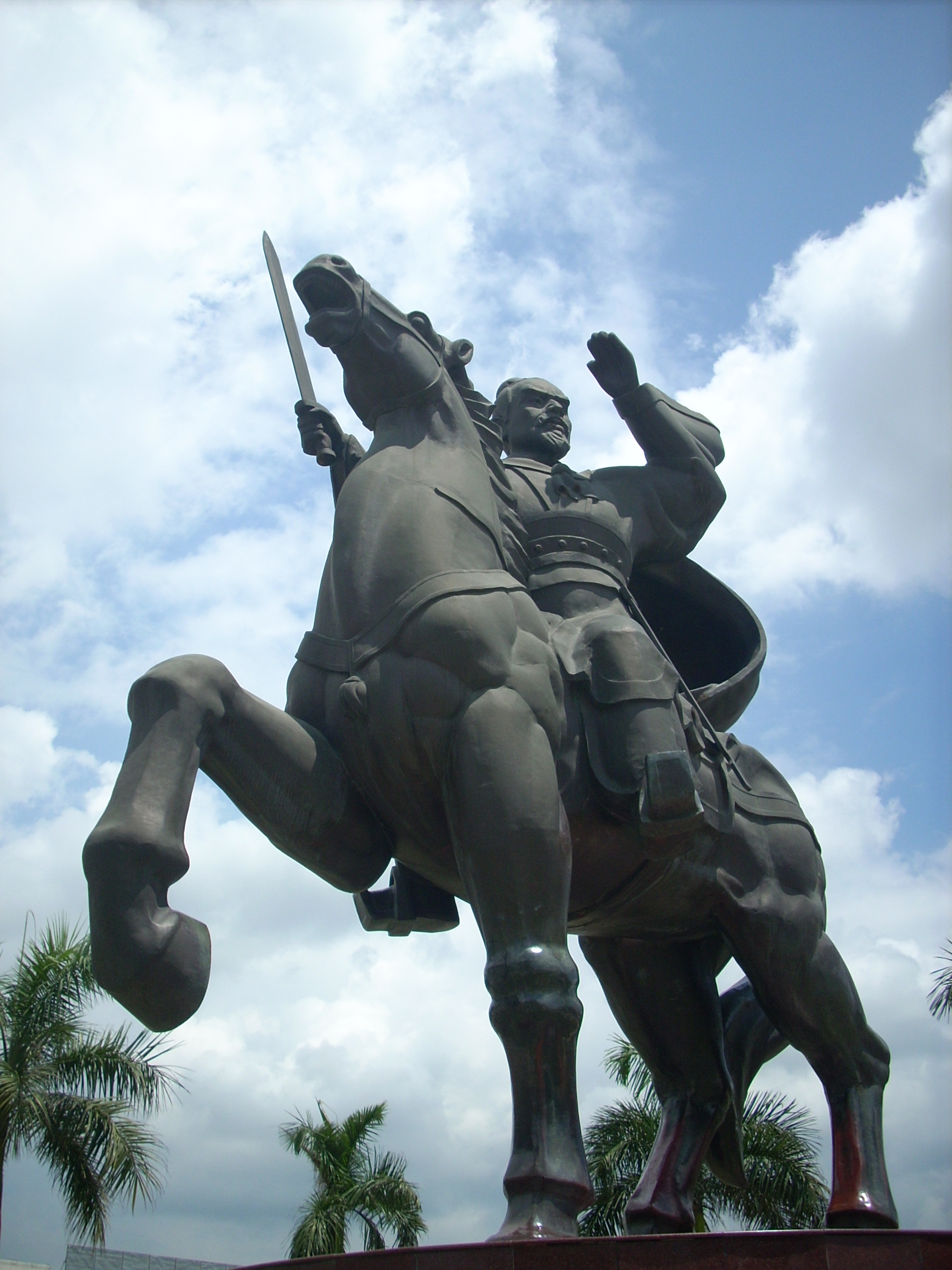
Tượng Triệu Vũ Đế ở mặt tiền ga Hà Nguyên, tỉnh Quảng Đông, Trung Hoa.

Năm 206 TCN, nhà Tần sụp đổ, các bộ tộc Bách Việt ở Quế Lâm và Tượng quận trở nên xa rời hơn với Trung Nguyên. 
Theo truyền thuyết, thủ lĩnh An Dương Vương ở phía nam đã thành lập vương quốc Âu Lạc (chữ Hán: 甌駱). Theo quan điểm hiện nay của chính phủ Việt Nam, khoảng năm 179 TCN, Triệu Đà đánh chiếm Âu Lạc của An Dương Vương, chia đất Âu Lạc làm 2 quận Giao Chỉ và Cửu Chân rồi sáp nhập vào Nam Hải, Quế Lâm, Tượng quận. Lãnh địa gồm 5 quận của Nam Việt ổn định cho tới khi nước này bị diệt cùng nhà Triệu.
Năm 204 TCN, Triệu Đà lập nước Nam Việt, định đô ở thành Phiên Ngung và tự xưng Nam Việt Vũ Vương (chữ Hán: 南越武王), sử quen gọi là Triệu Vũ Vương. Ban sơ, lãnh thổ Nam Việt gồm 3 quận Nam Hải (đại bộ phận tương đương Quảng Đông ngày nay), Quế Lâm (đông bộ Quảng Tây) và Tượng (tây bộ Quảng Tây, nam bộ Quý Châu). Nước Nam Việt phía bắc giáp Mân Việt và phong quốc Trường Sa của nhà Hán, phía tây giáp Dạ Lang, phía tây nam giáp Âu Lạc, phía đông nam giáp biển.
Năm 202 TCN, Lưu Bang thống nhất Trung Nguyên và thành lập nhà Hán. Cuộc chiến của Lưu Bang đã khiến nhiều khu vực của Trung Quốc bị tàn phá nặng nề và dân số suy giảm. Các lãnh chúa phong kiến tiếp tục nổi loạn khắp nơi, trong khi lãnh thổ ở phía bắc thường xuyên bị người Hung Nô tấn công. Tình trạng bất ổn đó buộc triều đình nhà Hán phải cư xử hòa hảo với Nam Việt. Năm 196 TCN, Hán Cao Tổ đã cử Lục Giả (陸賈) đến Nam Việt với hi vọng lấy được sự trung thành của Triệu Vũ Vương. Sau khi đến nơi, Lục Giả gặp Triệu Vũ Vương và được cho là đã thấy Triệu Vũ Vương đón tiếp ông trong trang phục và phong tục của người Bách Việt. Điều đó khiến cho Lục Giả nổi giận. Lục Giả quở trách Triệu Vũ Vương, chỉ ra rằng ông là người Hoa Hạ chứ không phải người Việt, và nên giữ cách ăn mặc cùng lễ nghi của người Trung Nguyên, không được quên truyền thống của tổ tiên mình. Lục Giả ca ngợi sức mạnh của nhà Hán và cảnh báo một vương quốc nhỏ như Nam Việt chống lại nhà Hán sẽ là liều lĩnh. Sau khi đe dọa giết thân thích của Triệu Đà ở đất Hán và phá hủy mồ mả tổ tiên, cũng như ép buộc dân Bách Việt phế truất ông, Triệu Vũ Vương đã quyết định nhận con dấu của Hán Cao Tổ và quy phụ nhà Hán. Quan hệ buôn bán được thiết lập tại biên giới của Nam Việt và phong quốc Trường Sa thuộc Hán. Mặc dù chính thức là một nước chư hầu của nhà Hán nhưng Nam Việt dường như không mất đi quyền tự chủ trên thực tế.
Sau khi Lưu Bang mất năm 195 TCN, quyền lực rơi vào tay Lữ Hậu. Bà sai người đến quê hương của Triệu Vũ Vương là Chân Định (真定) (nay là huyện Chính Định, tỉnh Hà Bắc, Trung Quốc) giết nhiều họ hàng thân thích và mạo phạm mộ tổ tiên của Triệu Đà. Triệu Vũ Vương tin rằng Trường Sa vương Ngô Thần đã tạo ra những lời buộc tội dối trá chống lại ông để Lữ Hậu cắt đứt buôn bán giữa hai nước và để chuẩn bị đánh chiếm Nam Việt sáp nhập vào phong quốc Trường Sa của Ngô Thần. Để trả thù, Triệu Vũ Vương xưng là Hoàng đế (tức Nam Việt Vũ Đế) và đánh chiếm Trường Sa. Lã Hậu cử tướng Chu Táo chỉ huy quân đội để trừng phạt Triệu Vũ Đế. Thời tiết nóng ẩm ở phương nam khiến binh sĩ của Chu Táo đổ bệnh, không thể đi tiếp xuống phía nam, rốt cuộc họ phải rút lui. Sau đó Triệu Vũ Đế dùng của cải vỗ về các vùng phụ cận như Mân Việt ở phía đông và Tây Âu Lạc ở phía nam.
Năm 179 TCN, Lưu Hằng lên ngôi trở thành Hán Văn Đế. Ông đã đảo ngược nhiều kế sách trước đó của Lã Hậu và tiến hành hòa giải đối với Triệu Vũ Đế. Hán Văn Đế ra lệnh cho các quan lại đi kinh lý Chân Định, sai quân canh giữ bảo vệ huyện trấn và thường xuyên chăm lo hương hỏa tổ tiên của Triệu Vũ Đế. Thừa tướng Trần Bình đề nghị cử Lục Giả đến Nam Việt vì họ đã biết nhau từ trước. Lục Giả đến Phiên Ngung thêm một lần nữa và giao bức thư của Hán Văn Đế cho Triệu Vũ Đế nhấn mạnh rằng những chính sách của Lã Hậu là nguyên nhân gây ra sự thù địch giữa Nam Việt với triều đình nhà Hán và đem đến nỗi đau khổ cho dân thường ở biên giới. Triệu Vũ Đế lại quyết định quy phụ nhà Hán lần nữa, rút lại danh xưng Hoàng đế và trở lại xưng Vương, Nam Việt lại trở thành nước chư hầu của nhà Hán. Tuy vậy, hầu như những sự thay đổi đó chỉ là bề ngoài, Triệu Đà tiếp tục được gọi là Hoàng đế khắp Nam Việt. Ngoài 5 quận (hoặc 4 quận) trực tiếp cai trị, nhà Triệu còn gây ảnh hưởng đến mấy nhóm Bách Việt xung quanh như Đông Âu (Chiết Giang), Mân Việt (Phúc Kiến).

### Trung kỳ
- Văn đế trấn quốc (137-125 TCN)

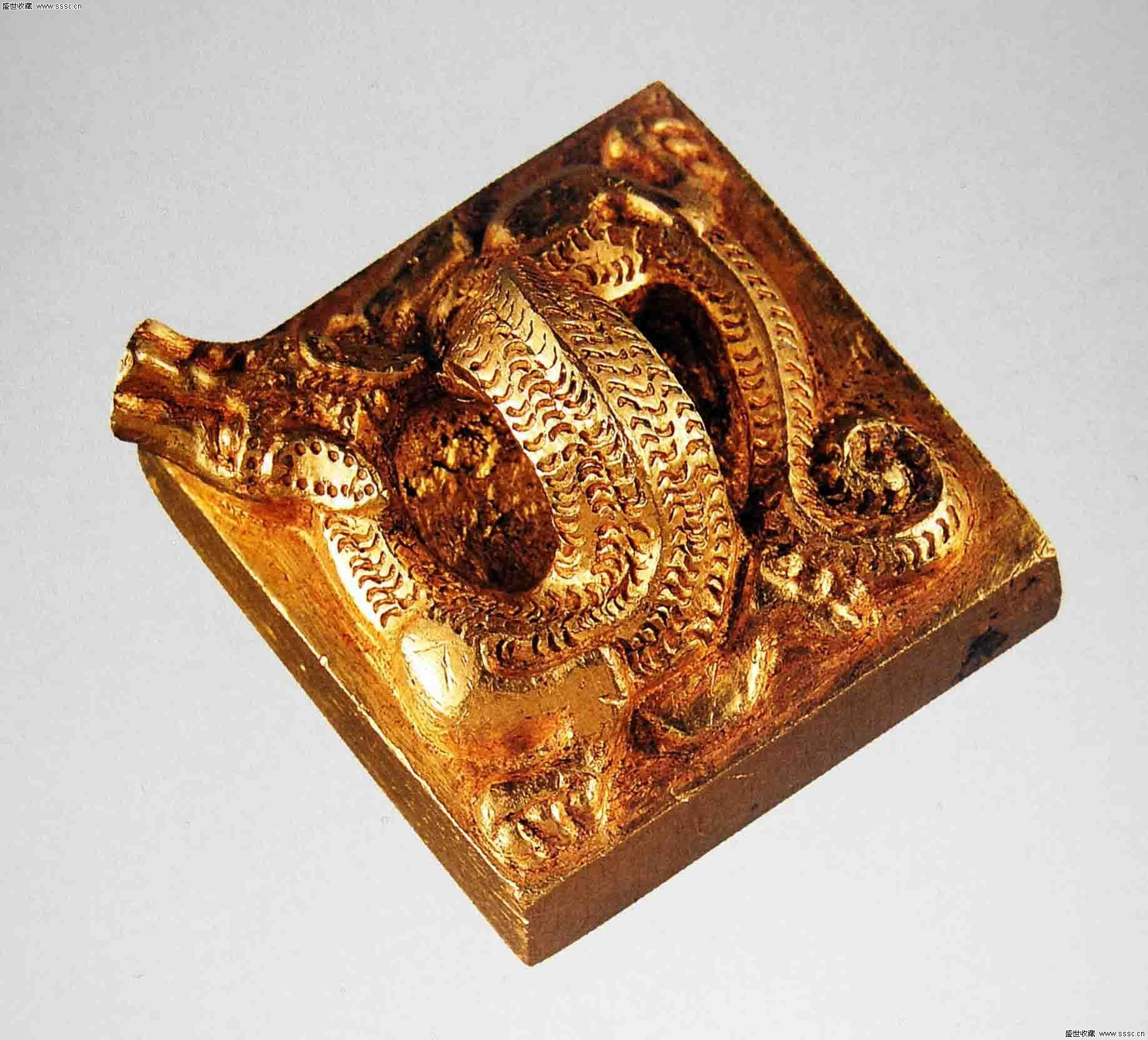
Kim ấn của Triệu Văn Đế.

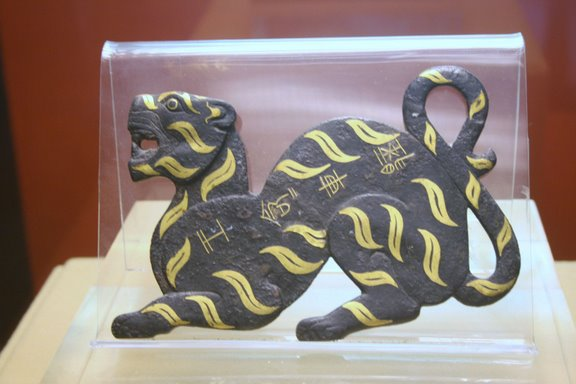
Hổ phù của hoàng đế.

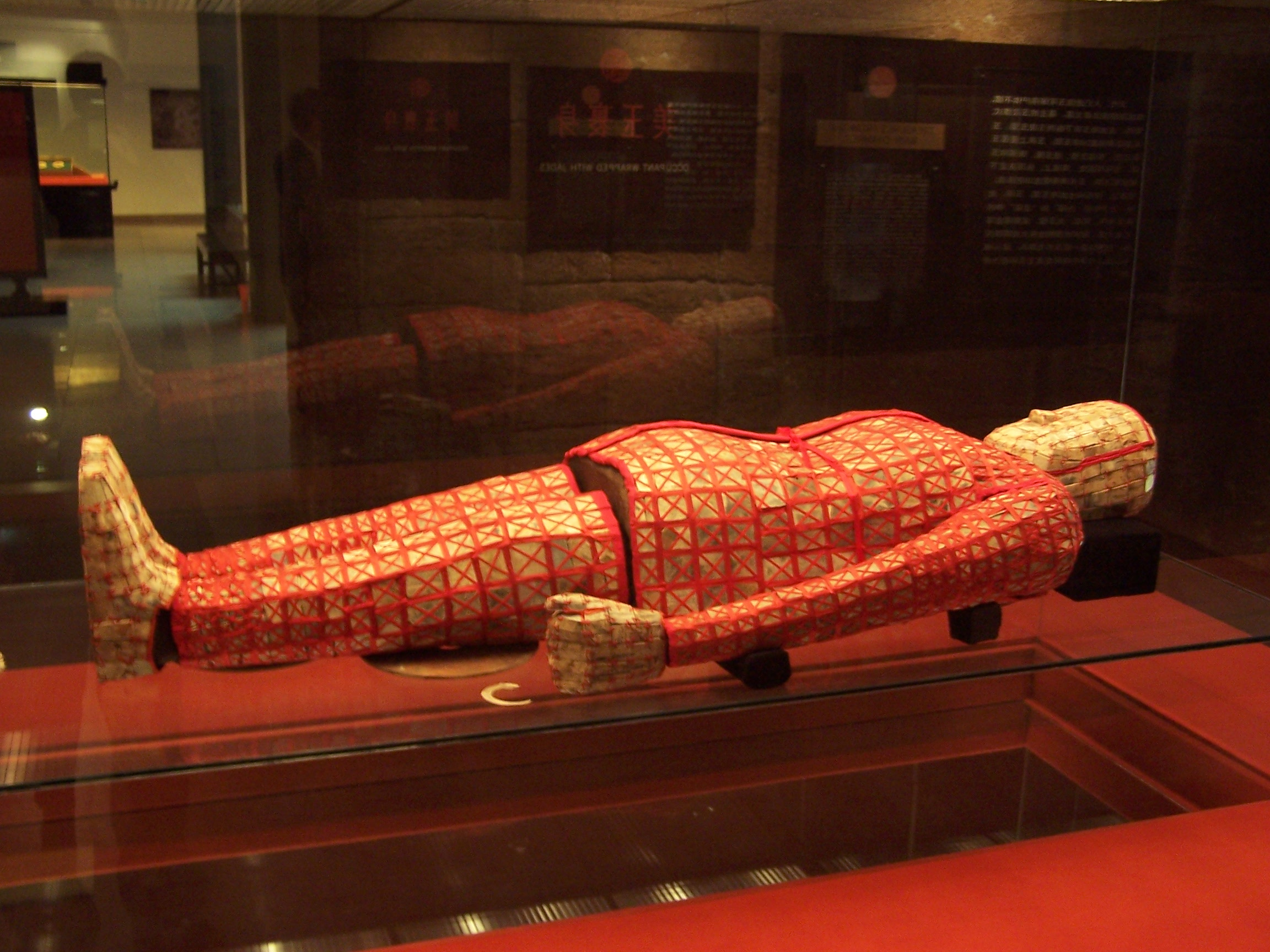
Ngọc y quấn bằng lụa đỏ của Triệu Văn Đế.

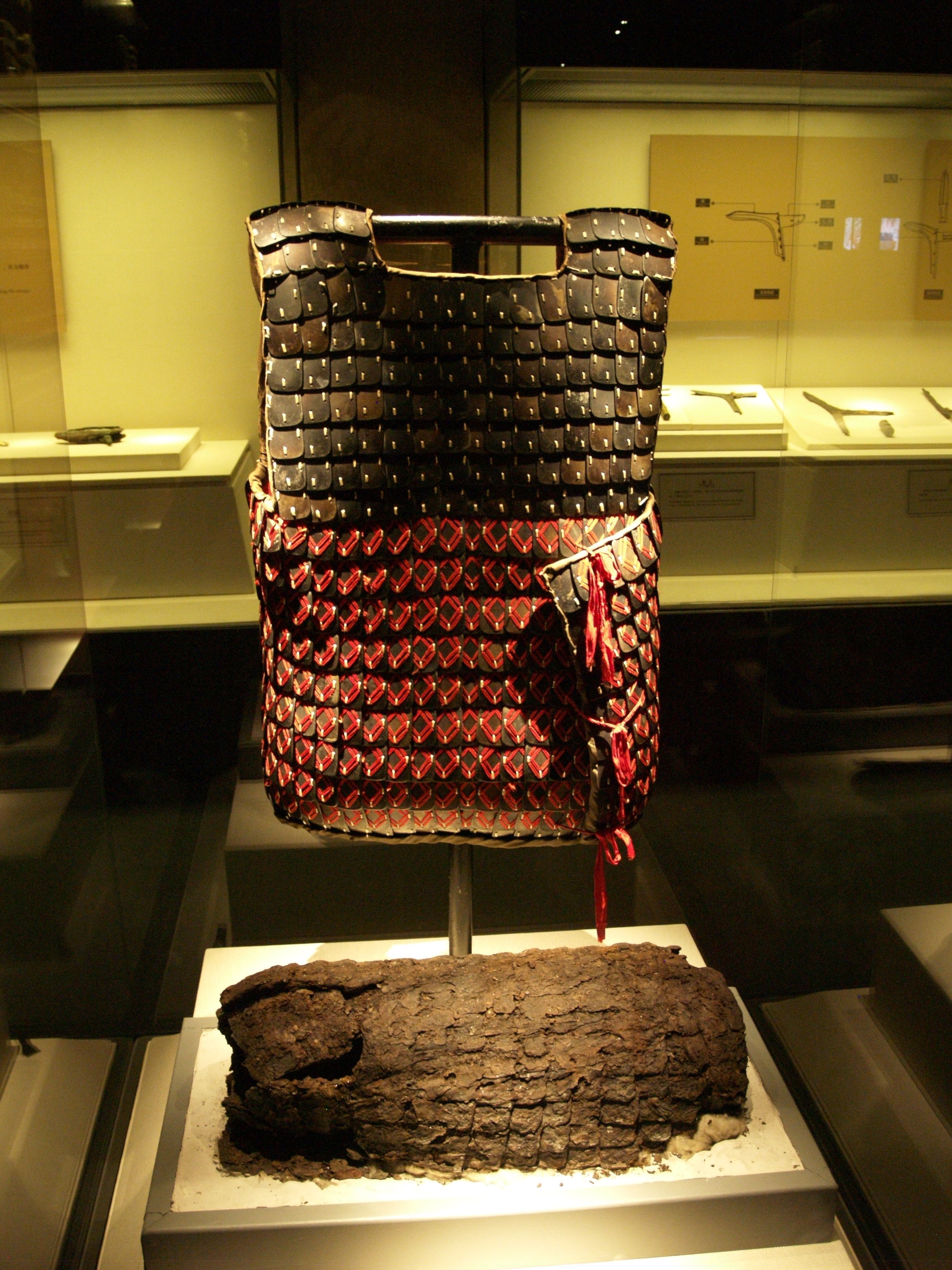
Giáp phục của quân triều đình nhà Triệu.

Năm 137 TCN, Triệu Đà mất vì tuổi cao (ước khoảng hơn 100), trưởng nam của ông vốn đã mất từ trước, vì vậy cháu của Triệu Đà là Triệu Mạt trở thành vua Nam Việt, tức Triệu Văn Đế.
Năm 135 TCN, vua Mân Việt sai quân quấy rối vùng giới tuyến với Nam Việt. Triệu Văn Đế vì chưa kịp củng cố thực lực nên buộc phải khẩn cầu Hán Vũ Đế gửi viện binh chống lại "những kẻ nổi loạn Mân Việt" như cách ông đề cập. Hán Vũ Đế khen Triệu Mạt là một thần tử trung thành và phái Đại hành Vương Khôi, một viên chức cai trị người dân tộc thiểu số, và Đại tư nông Hàn An Quốc chỉ huy quân đội, ra lệnh chia quân thành 2 đạo tấn công Mân Việt từ hai hướng, một từ Dự Chương, hướng khác là từ Cối Kê (nay thuộc Thiệu Hưng). Nhưng trước khi quân Hán đến nơi thì vua Mân Việt là Dĩnh đã bị em trai là Dư Thiện ám sát, sau đó Dư Thiện đã nhanh chóng đầu hàng. Hán Vũ Đế sau đó cử sứ giả là Nghiêm Trợ đến Phiên Ngung để trao quốc thư hàng phục của Mân Việt cho Triệu Văn Đế. Triệu Văn Đế tỏ lòng biết ơn đến Hán Vũ Đế cùng lời hứa ông sẽ lai kinh triều kiến Hán Vũ Đế. Sau đó, Triệu Văn Đế cử hoàng tử Anh Tề đến Trường An cùng Nghiêm Trợ làm con tin.
Trước đây Triệu Văn Đế chưa bao giờ tới Trường An. Một cận thần của ông đã ra sức khuyên không nên đi vì sợ rằng Hán Vũ Đế sẽ tìm ra một vài nguyên nhân để ngăn cản ông quay trở về, điều đó sẽ dẫn đến sự diệt vong của nước Nam Việt. Triệu Văn Đế vì vậy đã cáo bệnh và không bao giờ đến Trường An. Ngay sau khi Mân Việt đầu hàng quân Hán, Vương Khôi đã phái Đường Mông, huyện lệnh Phiên Dương, đến để đưa tin Mân Việt đầu hàng cho Triệu Văn Đế. Khi ở Nam Việt, Đường Mông đã được giới thiệu ăn một loại nước chấm truyền thống của Nam Việt được làm từ quả sơn trà mua từ đất Thục. Ngạc nhiên rằng đó là một sản vật sẵn có, và Đường Mông đã được biết rằng có một tuyến đường từ Thục (nay là tỉnh Tứ Xuyên) đi đến Dạ Lang, rồi sau đó dọc theo sông Tang Kha (ngày nay là sông Bắc Bàn chảy qua tỉnh Vân Nam và Quý Châu) đi thẳng đến kinh đô Phiên Ngung của Nam Việt. Ngay sau đó Đường Mông đã phác thảo một kế hoạch trình lên Hán Vũ Đế đề nghị tập hợp 100.000 quân tinh nhuệ tại Dạ Lang, sau đó dùng thuyền vượt sông Tang Kha để mở cuộc tấn công bất ngờ vào Nam Việt. Hán Vũ Đế đồng ý với kế hoạch của Đường Mông, phong ông làm Lang Trung tướng và cho phép ông dẫn đầu 1000 quân cùng nhiều quân lương và xe hàng từ hẻm Ba Phù (ngày nay gần huyện Hợp Giang, tỉnh Tứ Xuyên) tiến vào Dạ Lang. Nhiều xe hàng mang theo là quà tặng cho các lãnh chúa phong kiến của Dạ Lang như là quà hối lộ để họ tuyên bố trung thành với nhà Hán, điều mà sau đó họ đã làm, và Dạ Lang trở thành quận Kiền Vi của nhà Hán.
Sau hơn một thập kỷ trị vì, Triệu Văn Đế đổ bệnh và qua đời khoảng năm 125 TCN.
- Minh đế hưng quốc (125-113 TCN)

Sau khi nghe tin cha đổ bệnh nặng, Triệu Anh Tề nhận được sự chấp thuận từ Hán Vũ Đế quay trở về Nam Việt. Sau khi Triệu Văn Đế băng hà, Triệu Anh Tề lên ngôi vua Nam Việt, tức là Triệu Minh Vương. Trước khi được phái đến Trường An, Triệu Anh Tề đã kết hôn với một người đàn bà Nam Việt và có một con trai tên là Triệu Kiến Đức. Trong khoảng thời gian Triệu Anh Tề sống ở Trường An, ông lại cưới một người đàn bà Hàm Đan (có lẽ vì quê hương của Triệu Đà cũng ở vùng đó). Họ đã có một con trai tên là Triệu Hưng. Ông đã chủ động xin Hán Vũ Đế lập người vợ Hán thành Vương hậu và Triệu Hưng thành Thế tử, việc làm này cuối cùng đã mang đến thảm họa cho Nam Việt. Ông mất khoảng năm 113 TCN.

### Hậu kỳ
- Ai Vương vong quốc (113-112 TCN)

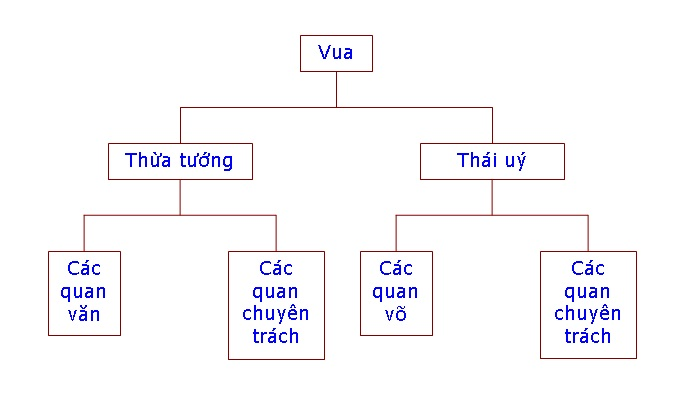
Sơ đồ chế độ hành chính...

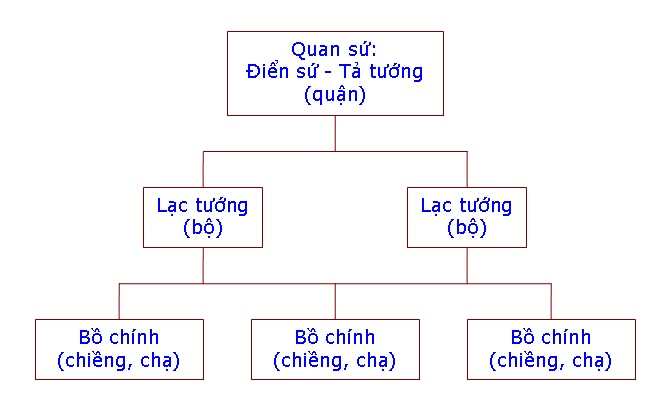
... của nhà Triệu.

Triệu Hưng lên ngôi, tức Triệu Ai Vương, mẹ là Cù thái hậu tham chính. Hán Vũ Đế sai sứ giả An Quốc Thiếu Quý, vốn là người tình cũ của Cù thái hậu, sang thuyết phục Nam Việt nội phụ nhà Hán. Cù thái hậu lại cùng Thiếu Quý tư thông và muốn thuận theo nhà Hán, nhưng Thừa tướng người Việt là Lữ Gia phản đối. Năm 112 TCN, Lữ Gia đem quân đánh vào cung, giết chết Cù thái hậu và Triệu Ai Vương cùng An Quốc Thiếu Quý, lập anh của Triệu Ai Vương là Triệu Kiến Đức lên ngôi, tức là Triệu Thuật Dương Vương.
- Dương Vương phục quốc (112-111 TCN)

Năm 111 TCN, Hán Vũ Đế sai Dương Bộc, Lộ Bác Đức đem đại quân sang đánh. Vua Triệu là Thuật Dương Vương Kiến Đức và Thừa tướng Lữ Gia lần lượt đều bị bắt và bị hại (111 TCN). Dựa trên hệ thống các đền, miếu, đình, chùa thờ Lữ Gia, phu nhân và các tướng lĩnh của ông rải rác trên khắp vùng đồng bằng sông Hồng ở miền Bắc Việt Nam, rất có thể cuộc kháng chiến chống nhà Tây Hán còn kéo dài đến năm 98 TCN. Sau khi Phiên Ngung thất thủ, Tây Vu Vương (thủ lĩnh đất tự trị Tây Vu với trung tâm là Cổ Loa) đã nổi dậy chống lại nguy cơ Bắc thuộc trước sự xâm lăng của nhà Tây Hán. Tả tướng Hoàng Đồng (黄同) của hai quận Giao Chỉ và Cửu Chân đã giết chết Tây Vu Vương đang làm loạn để hàng Hán. Thương Ngô vương Triệu Quang cùng họ hàng với vua nhà Triệu, nghe tin quân Hán đến, xin hàng, được phong làm Tùy Đào hầu; Huyện lệnh huyện Yết Dương là Sử Định (史定) hàng Hán được phong làm An Đạo hầu; tì tướng nhà Triệu là Tất Thủ (畢取) mang quân ra hàng được phong làm Liêu hầu; quan Giám quận Quế Lâm là Cư Ông (居翁) dụ 40 vạn dân 2 quận Giao Chỉ và Cửu Chân ra hàng được phong làm Tương Thành hầu. Vậy là các xứ ở Nam Việt đều xin hàng. Nhà Triệu và nước Nam Việt cùng diệt vong sau 97 năm tồn tại, trải 5 đời vua.

## Phổ hệ
| Quân hiệu                                                                   | Nguyên danh                                                                      | Trị vì          |
| --------------------------------------------------------------------------- | -------------------------------------------------------------------------------- | --------------- |
| Nhà Triệu 207 TCN - 111 TCN                                                 |                                                                                  |                 |
| Vũ Vương (武王, Wǔ Wáng, Mou5 Wong4) hay Vũ Đế (武帝, Wǔ Dì, Mou5 Tai3)     | Triệu Đà (趙佗, Zhào Tuó, Ziu6 To4)                                              | 207 TCN-137 TCN |
| Văn Vương (文王, Wén Wáng, Man4 Wong4) hay Văn Đế (文帝, Wén Dì, Man4 Tai3) | Triệu Hồ (趙胡, Zhào Hú, Ziu6 Wu4) hay Triệu Mạt/Muội (趙眜, Zhào Mò, Ziu6 Mut6) | 137 TCN-124 TCN |
| Minh Vương (明王, Míng Wáng, Ming4 Wong4)                                   | Triệu Anh Tề (趙嬰齊, Zhào Yīngqí, Ziu6 Ying1 Cai4)                              | 124 TCN-113 TCN |
| Ai Vương (哀王, Āi Wáng, Oi1 Wong4)                                         | Triệu Hưng (趙興, Zhào Xīng, Ziu6 Hing1)                                         | 113 TCN-112 TCN |
| Thuật Dương Vương (陽王, Yáng Wáng, Joeng4 Wong4)?                          | Triệu Kiến Đức (趙建德, Zhào Jiàndé, Ziu6 Gin3 Dak1)                             | 112 TCN-111 TCN |

## Vị thế lịch sử
Xem Vấn đề chính thống của nhà Triệu.
Nhà Triệu được giới sử học Trung Hoa coi là một phiên thuộc của nhà Hán, căn cứ vào các bằng chứng sau:
- Xuất thân của Triệu Đà là người Hán (quê ở tỉnh Hà Bắc, Trung Quốc) và là võ tướng của nhà Tần, theo lệnh Tần Thủy Hoàng chinh phạt phương Nam;
- Sau khi nhà Hán thành lập, Triệu Đà đã quy phục, trong thư gửi vua Hán Triệu Đà tự coi mình là phiên vương giúp nhà Hán cai quản phương Nam.

Giới sử học Việt Nam thì có hai luồng quan điểm: Những người đề cao thuyết Thiên mệnh của Nho giáo (cho rằng ngôi vị là do "Trời định", ai xưng đế ở vùng đất nào thì nghiễm nhiên được coi là vua, nắm giữ "Thiên Mệnh" của vùng đất đó, bất kể xuất thân thuộc dân tộc nào) thì sẽ nhìn nhận Triệu Đà là vua Việt Nam, đây là cách nhìn của nhiều sử gia Việt Nam thời phong kiến (tương tự như việc sử gia Trung Quốc thời phong kiến coi Thành Cát Tư Hãn là vua Trung Quốc, dù thực tế ông là người Mông Cổ). Ngược lại, những nhà sử học có tư duy biện chứng về quốc gia – dân tộc, coi trọng nguồn gốc xuất thân, tính dân tộc của người cầm đầu chính quyền, bản chất của bộ máy quan lại nước Nam Việt (hầu hết quan lại Nam Việt là người Trung Hoa, còn người Việt là dân bị trị) và không công nhận thuyết "Thiên Mệnh" thì sẽ coi Triệu Đà là triều đại xâm chiếm của phương Bắc (như là Phạm Quỳnh đã nói "quốc sử phải lấy dân tộc làm nền, sử gia phong kiến tôn Triệu Đà (một người Hán) là vua khai quốc, ấy là làm một việc vô nghĩa"), đây là cách nhìn của các sử gia thời hiện đại.
- Nhà Triệu là một triều đại Việt Nam

Quan điểm này được thể hiện qua các sử gia thời phong kiến, từ Lê Văn Hưu (thế kỷ 13) đến Trần Trọng Kim (đầu thế kỷ 20), coi đó là thời kỳ độc lập của Việt Nam, bởi vì họ Triệu cai trị Nam Việt độc lập với nhà Hán cho tới tận năm 111 TCN, khi nhà Hán diệt nhà Triệu và sáp nhập nó vào đế chế Hán thành bộ Giao Chỉ. Lê Văn Hưu đã viết trong Đại Việt sử ký: "Triệu Vũ Đế khai thác đất Việt ta mà tự làm đế trong nước, đối ngang với nhà Hán, gửi thư xưng là "lão phu", mở đầu cơ nghiệp đế vương cho nước Việt ta, công ấy có thể nói là to lắm vậy. Người làm vua nước Việt sau này nếu biết bắt chước Vũ Đế mà giữ vững bờ cõi, thiết lập việc quân quốc, giao thiệp với láng giềng phải đạo, giữ ngôi bằng nhân, thì gìn giữ bờ cõi được lâu dài, người phương Bắc không thể lại ngấp nghé được".
- Nhà Triệu là một triều đại chiếm đóng đến từ Trung Hoa

Quan điểm phủ nhận nhà Triệu được khởi xướng từ thế kỷ XVIII bởi học giả Ngô Thì Sĩ. Trong Việt sử tiêu án, ông khẳng định nước Nam Việt là giặc ngoại xâm, bởi Triệu Đà là người Hán và từng là tướng theo lệnh của Tần Thủy Hoàng bành trướng xuống phía Nam: 
"An Dương Vương mất nước, để quốc thống về họ Triệu, chép to 4 chữ: "Kỷ Triệu Vũ Đế". Người đời theo sau đó không biết là việc không phải. Than ôi! Đất Việt Nam Hải, Quế Lâm không phải là đất Việt Giao Chỉ, Cửu Chân, Nhật Nam. Triệu Đà khởi phát ở Long Xuyên, lập quốc ở Phiên Ngung, muốn cắt đứt bờ cõi, gồm cả nước ta vào làm thuộc quận, đặt ra giám chủ để cơ mi lấy dân, chứ chưa từng đến ở nước ta. Nếu coi là đã làm vua nước Việt, mà đến ở cai trị nước ta, thì sau đó có Lâm Sĩ Hoằng khởi ở đất Bàn Dương, Lưu Nghiễm khởi ở Quảng Châu, đều xưng là Nam Việt Vương, cũng cho theo Quốc kỷ được ư? Triệu Đà kiêm tính Giao Châu, cũng như Ngụy kiêm tính nước Thục, nếu sử nước Thục có thể đưa Ngụy tiếp theo Lưu Thiện, thì quốc sử ta cũng có thể đưa Triệu tiếp theo An Dương. Không thế, thì xin theo lệ ngoại thuộc để phân biệt với nội thuộc vậy".
Từ thập niên 1960 của thế kỉ 20, tất cả các nhà sử học Việt Nam đều nhất trí coi Triệu Đà là tướng xâm lược của nhà Tần, và nhà Triệu là triều đại của người Hán, không phải là triều đại của người Việt.
- Triệu Đà công nhận mình là người Hoa, là phiên thuộc của nhà Hán, bản thân ông muốn đồng hoá người Việt thành người Hoa:

Sau khi tới thủ phủ Long Xuyên nhậm chức, Triệu Đà đã xin Tần Thủy Hoàng di dân 50 vạn người (tương đương số dân Việt thời đó) từ Trung Hoa đến vùng này để đồng hóa người Việt tại đây. Như vậy, Triệu Đà thực sự muốn mở rộng lãnh thổ cho người Trung Hoa thông qua việc di cư lấn đất, đồng hóa phong tục, tập quán của các bộ tộc Việt theo lối Trung Hoa chứ không hề muốn bảo tồn bản sắc, chủ quyền của dân tộc Việt. Đặt giả định nếu nhà Tần tồn tại lâu dài như nhà Hán thì Triệu Đà sẽ mãi làm tướng cho nhà Tần, và với việc tổ chức di cư ồ ạt người Trung Hoa xuống phía Nam, Triệu Đà sẽ là một viên quan đắc lực giúp Nhà Tần thực hiện Hán hóa người Việt. Như vậy, người Việt không có lý do để nhận Triệu Đà là vua Việt Nam (vì chính Triệu Đà đã phủ nhận điều đó).
Đến cuối đời, Triệu Đà đã quyết định bỏ danh hiệu Đế, quy phục nhà Hán (nhưng vẫn xưng Hoàng Đế ở trong Nam Việt). Triệu Đà viết thư nhờ Lục Giả gửi cho vua Hán, trong thư ông viết:
| “ | Man Di đại trưởng lão phu, thần Đà, mạo muội đáng chết, hai lạy dâng thư lên Hoàng đế bệ hạ. Lão phu vốn là lại cũ ở đất Việt, Cao Đế ban cho ấn thao làm Nam Việt Vương. Hiếu Huệ Hoàng Đế lên ngôi, vì nghĩa không nỡ tuyệt nên ban cho lão phu rất hậu. Cao Hậu lên coi việc nước lại phân biệt Hoa - Di, ra lệnh không cho Nam Việt những khí cụ làm ruộng bằng sắt và đồng; ngựa, trâu, dê nếu cho thì cũng chỉ cho con đực, không cho con cái. Lão phu ở đất hẻo lánh, ngựa, trâu, dê đã già... Lại nghe đồn rằng, phần mộ của cha mẹ lão phu bị đập phá, anh em họ hàng đều bị giết. Vì vậy, bọn lại bàn nhau rằng: "Nay bên trong không được phấn chấn với nhà Hán, bên ngoài không lấy gì để tự cao khác với nước Ngô". Vì vậy mới đổi xưng hiệu là Đế, để tự làm Đế nước mình, không dám làm điều gì hại đến thiên hạ... Lão phu ở đất Việt 49 năm, đến nay đã ẵm cháu rồi, những vẫn phải dậy sớm, ngủ muộn, nằm không yên chiếu, ăn không biết ngon, mắt không trông sắc đẹp, tai không nghe tiếng chuông trống, chỉ vì không được làm bề tôi nhà Hán mà thôi. Nay may được bệ hạ có lòng thương đến, được khôi phục hiệu cũ, cho thông sứ như trước, lão phu dù chết xương cũng không nát. Vậy xin đổi tước hiệu, không dám xưng Đế nữa. | ” |

Theo Sử ký Tư Mã Thiên, Quyển 113, phần Nam Việt liệt truyện, cũng ghi rằng Triệu Đà tâu với sứ giả của Hán Văn Đế rằng "giữa chốn Man Di, phía đông là Mân Việt chỉ có ngàn dân vẫn xưng vương, phía tây Âu Lạc là nước trần truồng cũng xưng vương. Lão thần lấy bậy đế hiệu, lấy thế làm vui, đâu dám để vua trời nghe được."
Như vậy, Triệu Đà đã nhận rằng mình chỉ là phiên vương phục vụ cho nhà Hán, thay mặt vua Hán để cai trị phía Nam, bản thân ông cũng tỏ ra khinh miệt người Việt địa phương, coi họ chỉ là đám "Man Di", là xứ "trần truồng" mà thôi.

## Trên phương tiện truyền thông đại chúng

### Phim truyền hình
Dưới đây là danh sách các bộ phim truyền hình nói về/có đề cập đến triều đại nhà Triệu và nước Nam Việt:
- Nam Việt Vương (2007) -  Trung Quốc
- Linh Châu (2011) -  Trung Quốc
- Đại Phong Ca (2011) -  Trung Quốc